# Bîkova Hreblea, Bila Țerkva
Bîkova Hreblea (în ucraineană Бикова Гребля) este localitatea de reședință a comunei Bîkova Hreblea din raionul Bila Țerkva, regiunea Kiev, Ucraina.

## Demografie
Componența lingvistică a localității Bîkova Hreblea
     Ucraineană (100%)
Conform recensământului din 2001, toată populația localității Bîkova Hreblea era vorbitoare de ucraineană (100%).